# Xã Wadsworth, Quận Medina, Ohio
Xã Wadsworth (tiếng Anh: Wadsworth Township) là một xã thuộc quận Medina, tiểu bang Ohio, Hoa Kỳ. Năm 2010, dân số của xã này là 4.191 người.